# 穴田町
穴田町（あなだちょう）は、愛知県瀬戸市水野連区の町名。丁番を持たない単独町名である。

## 地理
- 瀬戸市の北部に位置する[9]。西を上水野町・水北町、北を曽野町、東を八床町、南を暁町と隣接している[9]。
- 北端と南端を川が流れる丘陵地[9]。集落は県道沿いに立地している[9]。
- 穴田企業団地が造成され、地場産業（和飲食器・タイル製造）に用地を提供しつつ、電子部品・コンクリート製品・機械の製造など産業多角化を指向する工業立地が進められた[9]。

### 河川
- 水野川 ： 町の北端から西端にかけて、曽野町・水北町との町境を西流している。
- 八床川（水野川支流）[9] ： 町の北部を西流し、水野川に注ぎ込んでいる。
- 南八床川（八床川支流） ： 町の東端、八床町との町境を北流し、八床川に注ぎ込んでいる。
- 東八床川（八床川支流） ： 町の北部を北流し、八床川に注ぎ込んでいる。
- 西八床川（八床川支流） ： 町の北部を北流し、八床川に注ぎ込んでいる。
- 数成川（水野川支流）[9] ： 町の南部、暁町・穴田町との町境を西流し、水野川に注ぎ込んでいる。
- 釜ケ洞川（数成川支流） ： 町の南西部、上水野町との町境付近を北流し、数成川に注ぎ込んでいる。

- 数成川（穴田町・暁町境）
- 釜ケ洞川（穴田町・上水野町境）
- 数成川と釜ケ洞川の合流点[注釈 2]

### 学区
市立小・中学校に通う場合、学区は以下の通りとなる。また、公立高等学校普通科に通う場合の学区は以下の通りとなる。
| 番・番地等 | 小学校             | 中学校             | 高等学校 |
| ---------- | ------------------ | ------------------ | -------- |
| 全域       | 瀬戸市立水野小学校 | 瀬戸市立水野中学校 | 尾張学区 |

## 歴史

### 町名の由来
この地は、かつて6つの小字で構成され、その中央の一番広い面積を占めていた字「穴田」を町名に残したものとされる。

### 沿革
- 1964年（昭和39年）10月1日 - 瀬戸市大字上水野字穴田・数成・山之花・昔田・長田の各全域と、字神宮堂・釜ノ洞・丸山・丸山下・西東曽野の各一部により、同市穴田町として成立[2]。
- 1969年（昭和44年） - 工業団地造成に伴い、穴田古墳群の発掘調査が実施される[13]。
- 1981年（昭和56年）6月6日 - 町域の一部を上水野町に編入する[13]。また、暁町の一部を編入する[14]。
- 1984年（昭和59年）5月1日 - 暁町の一部を編入する[15]。

## 世帯数と人口
2024年（令和6年）2月1日現在の世帯数と人口は以下の通りである。
| 町丁     | 世帯数  | 人口  |
| -------- | ------- | ----- |
| 上水野町 | 142世帯 | 301人 |

### 人口の変遷
国勢調査による人口の推移。
| 1995年（平成7年）  | 397人 | [ 16 ] |  |
| 2000年（平成12年） | 389人 | [ 17 ] |  |
| 2005年（平成17年） | 365人 | [ 18 ] |  |
| 2010年（平成22年） | 328人 | [ 19 ] |  |
| 2015年（平成27年） | 325人 | [ 20 ] |  |
| 2020年（令和2年）  | 300人 | [ 21 ] |  |

### 世帯数の変遷
国勢調査による世帯数の推移。
| 1995年（平成7年）  | 119世帯 | [ 16 ] |  |
| 2000年（平成12年） | 122世帯 | [ 17 ] |  |
| 2005年（平成17年） | 123世帯 | [ 18 ] |  |
| 2010年（平成22年） | 117世帯 | [ 19 ] |  |
| 2015年（平成27年） | 121世帯 | [ 20 ] |  |
| 2020年（令和2年）  | 110世帯 | [ 21 ] |  |

## 交通

### 鉄道
町内に鉄道は走っていない。最寄り駅は愛知環状鉄道・愛知環状鉄道線中水野駅になる。

### バス
瀬戸市コミュニティバス「曽野線」
- 新瀬戸駅 - 中水野駅 - 曽野 - しなのバスセンター 系統 ： 穴田バス停・曽野口バス停

- 穴田バス停
- 曽野口バス停

### 道路
- 愛知県道207号定光寺山脇線 ： 町の西部を南北に通っている。途中、県道208号・210号と重複している[注釈 3]。
- 愛知県道208号上半田川名古屋線 ： 町の西部を、県道207号と重複して南北に通っている[注釈 4]。
- 愛知県道210号中水野品野線[9] ： 町の南部を東西に通っている。途中、県道207号と重複している[注釈 5]。

- 案内標識内の愛知県道207号・210号表示（穴田町西交差点西）

## 施設
- 清玉稲荷神社[9] ： 町の南西部にある[9]。
- 中部管区警察局 広域調整部 守山無線通信所[22]
- 中日新聞中水野専売店
- リンナイ 瀬戸工場 ： 1979年（昭和54年）稼働開始[23]。大口工場・暁工場とともに商品生産の中心となっている[24]。
- アンスコ 本社工場 ： 1974年（昭和49年）に瀬戸工場として開設[25]。2009年（平成21年）より本社を移転・統合し、本社工場となった[25]。
- ホーユー 桜が丘工場 ： 2001年（平成13年）開設[26]。瀬戸工場とともに環境方針を定め、持続可能な社会の実現をめざしている[27]。
- 赤羽コンクリート 本社・瀬戸工場 ： 1974年に瀬戸工場が開設し、1984年（昭和59年）に本社が移転する[28]。
- フォノン明和 本社・瀬戸事業所 ： 1984年に明和工業株式会社瀬戸第2工場として開設[29]。1997年（平成9年）にフォノン明和と合併[29]。2001年より研究所が移転、2008年より本社・瀬戸事業所が移転し、現在の形となる[29]。
- 窯元はづき ： 葉月窯直売のお店[30]。築60年の入母屋造の屋敷をギャラリーとして開放している[30]。
- 川よし ： お手頃価格の単品麺類、丼物、各種定食が楽しめる[31]。自然薯いもうどん、味噌煮込が人気[31]。
- 穴田古墳群（史跡）[9] ： 県道北側の丘陵内にある11基の古墳群[32]。4号墳は原位置で保存展示されている[32]。出土須恵器から7世紀後半代の古墳と比定されている[32]。
- 穴田古窯跡群（史跡）[9] ： 旧上水野釜ノ洞に所在[33]。水野川の左岸（南側）の丘陵で西に開析された小支谷を利用して築窯された4基の連房式登窯によって構成されている[33]。
- 水野焼中興之祖頌徳碑 ： 1953年（昭和28年）4月に地元の製陶業者48名によって建立[34]。1906年（明治39年）4月に水野地区にて磁器製造が開始されたことが記されている[34]。

- 中日新聞中水野専売店
- リンナイ瀬戸工場
- アンスコ本社工場
- フォノン明和本社
- 窯元はづき
- 川よし

## その他

### 日本郵便
- 郵便番号 : 489-0003[7]（集配局：瀬戸郵便局[35]）。